# Matilde Celentano
Matilde Eleonora Celentano (Carbonia, 14 ottobre 1959) è una politica e medico italiana, dal 17 maggio 2023 sindaca di Latina.

## Biografia
Nata il 14 ottobre 1959 a Carbonia, in Sardegna, da padre campano e madre abruzzese, all'età di 11 anni si trasferisce con la famiglia nella provincia di Latina, dove vive per tre anni a San Felice Circeo e poi a Latina, dove frequenta le scuole superiori e consegue la maturità.
Nel 1987 si laurea in Medicina e Chirurgia presso l'Università degli Studi di Roma "La Sapienza", mentre nel 1991 consegue presso l'Università degli Studi di Milano la specializzazione in Terapia fisica e Riabilitazione Perfezionamento in Posturologia e Chinesiterapia. Attualmente è dirigente medico della ASL di Latina.
Alle elezioni amministrative del 2016 si candida al consiglio comunale di Latina, tra le liste di Fratelli d'Italia (FdI) a sostegno del candidato di destra Nicola Calandrini, sconfitto dal candidato civico Damiano Coletta, venendo eletta consigliera comunale. Alla tornata elettorale del 2021, che elegge nuovamente come primo cittadino Damiano Coletta (questa volta candidatosi con il sostegno del centro-sinistra), viene confermata consigliera comunale di Latina, con 1.205 preferenze come la donna più votata in consiglio comunale, diventando capogruppo di FdI sotto la seconda amministrazione Coletta.

### Sindaca di Latina
In vista delle elezioni amministrative anticipate del 2023 a Latina, indette a seguito della sfiducia di Coletta dal consiglio comunale, viene candidata, dal coordinatore di FdI nel Lazio Paolo Trancassini, a sindaco, sostenuta da una coalizione di centro-destra composta da Fratelli d'Italia, Lega, Forza Italia, Unione di Centro-Democrazia Cristiana e "Matilde Celentano Sindaco" (Rinascimento Sgarbi e Fare Italia), venendo eletta sindaca al primo turno con il 70,68% dei voti, superando proprio il sindaco uscente Coletta, diventando la prima donna a ricoprire tale carica e riportando il comune di Latina al centro-destra, che in passato lo aveva amministrato ininterrottamente dal 1993 al 2015.